# Tetenal

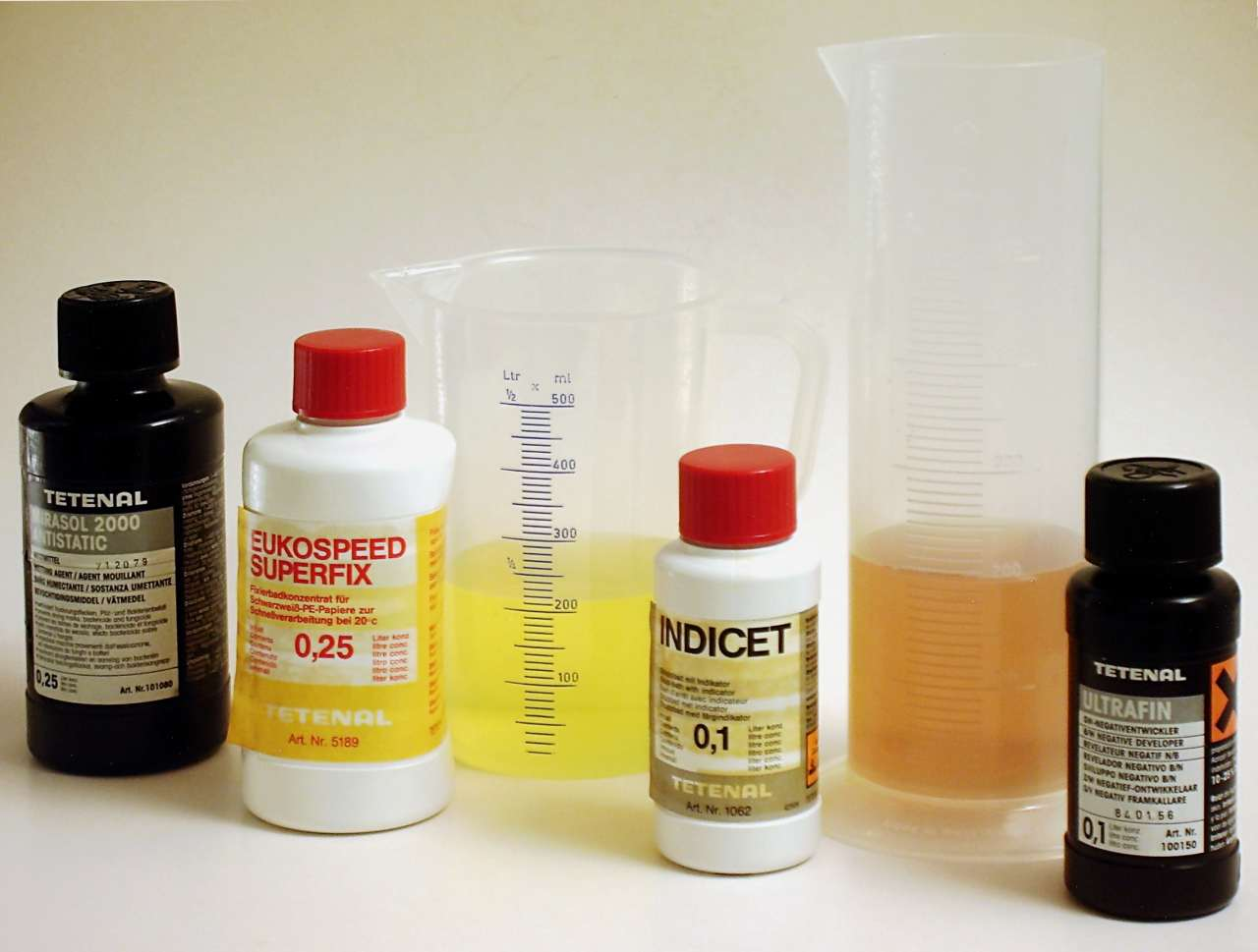
Tetenal Chemikalien Filmentwicklung

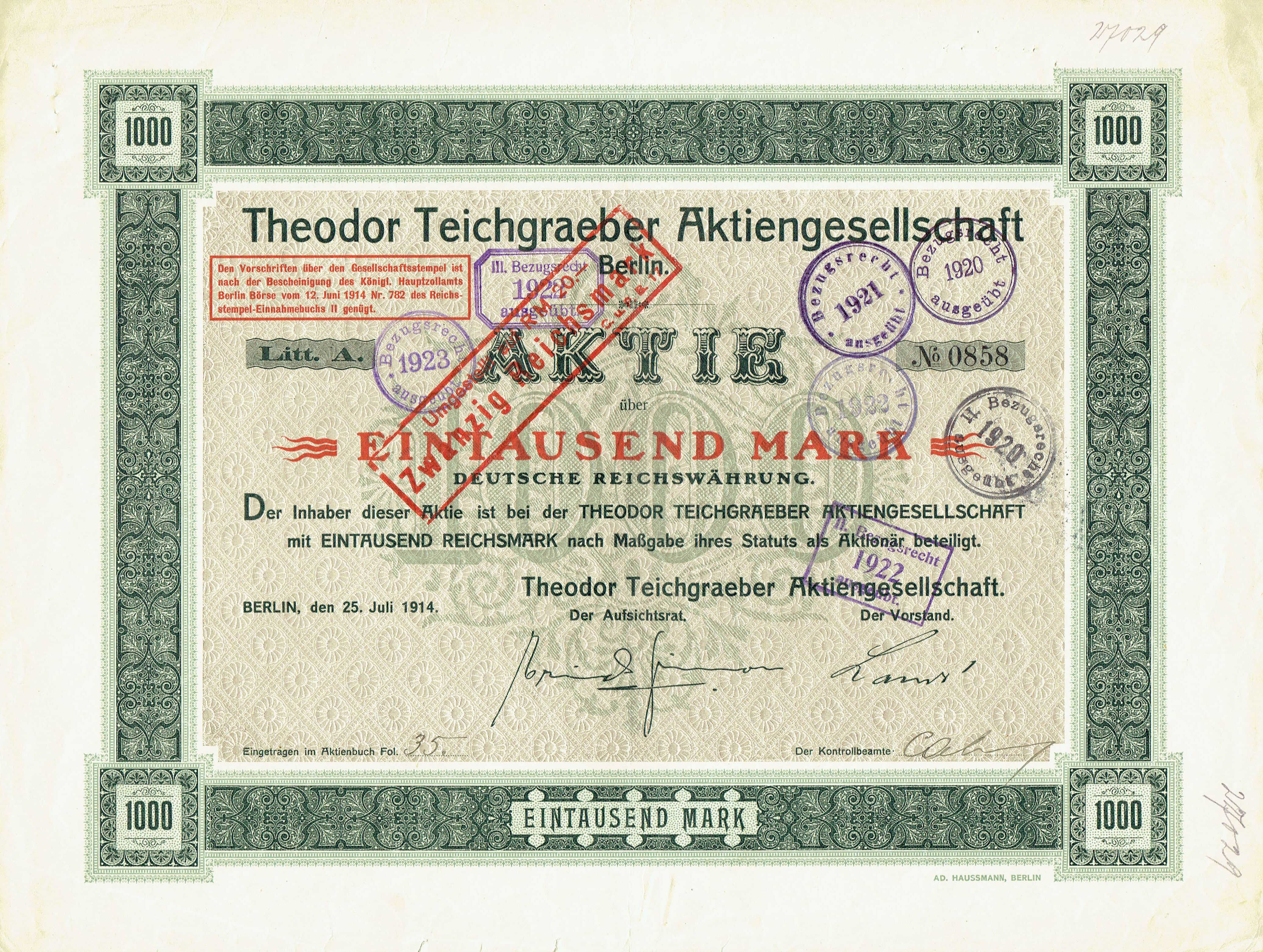
Gründeraktie über 1000 Mark der Theodor Teichgraeber AG vom 25. Juli 1914

Die Tetenal Europe GmbH ging aus der Drogengroßhandlung (der Begriff „Droge“ hat hier noch seine ursprüngliche Bedeutung) des Berliner Unternehmers Theodor Teichgräber hervor, die 1847 mit dem Vertrieb fotografischer Prozesschemikalien für die Film- und Bildentwicklung begann. 1910 wurde das Warenzeichen TETENAL für ein Entwicklungskonzentrat eingetragen. 1914 wurde die Firma in die Theodor Teichgraeber Aktiengesellschaft umgewandelt, die ab 1923 an der Börse Berlin gehandelt wurde und 1926 in Konkurs ging. Die Geschäfte wurden durch eine Auffanggesellschaft weitergeführt. Unter dem Namen Tetenal AG ist die Aktiengesellschaft bis 2012 in Hamburg registriert. Diese geht im August 2012 in die  Tetenal Beteiligungsgesellschaft mbH mit Sitz in Norderstedt über. Nach einer Insolvenz im Oktober 2018 wurde das Unternehmen im März 2019 von einer Kapitalbeteiligungsfirma übernommen und firmiert unter TETENAL 1847 GmbH. Der Hauptgesellschafter  der TETENAL 1847 GmbH ist die in Irland ansässige DIH Dublin Innovation Holding Limited.
Tetenal war einer der bedeutendsten Anbieter der Fotochemie für Schwarzweiß-, aber auch für die Farbprozesse E-6, C-41 und RA-4./ Bekannte Produkte waren „Neofin“, ein Schwarz-Weiß-Negativentwickler, und der Positiventwickler „Eukobrom“.
Die Firma erweiterte ihr Angebot um weitere chemische und um kosmetische Produkte. Außerdem wurde die Firma international zu einem bedeutenden Distributor im Imaging- und Printingmarkt.
Der Hauptsitz der Firmengruppe befand sich in Norderstedt bei Hamburg.
Im März 2024 meldete die Tetenal 1847 GmbH, die sich zwischenzeitlich in HYTAChem umbenannt hatte, Insolvenz an.